# Климов, Александр Павлович

Климов А.П. с женой Агриппиной.

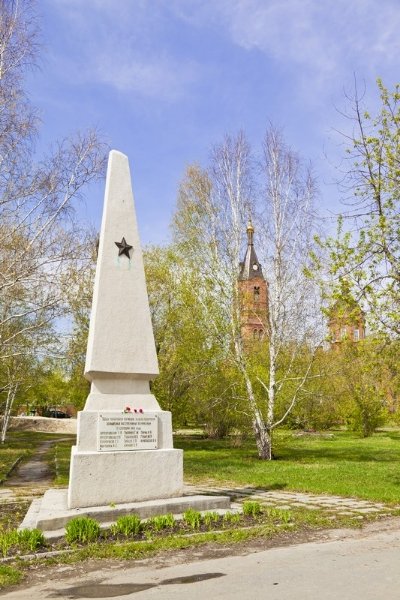
Обелиск памяти павших комиссаров в борьбе за власть Советов

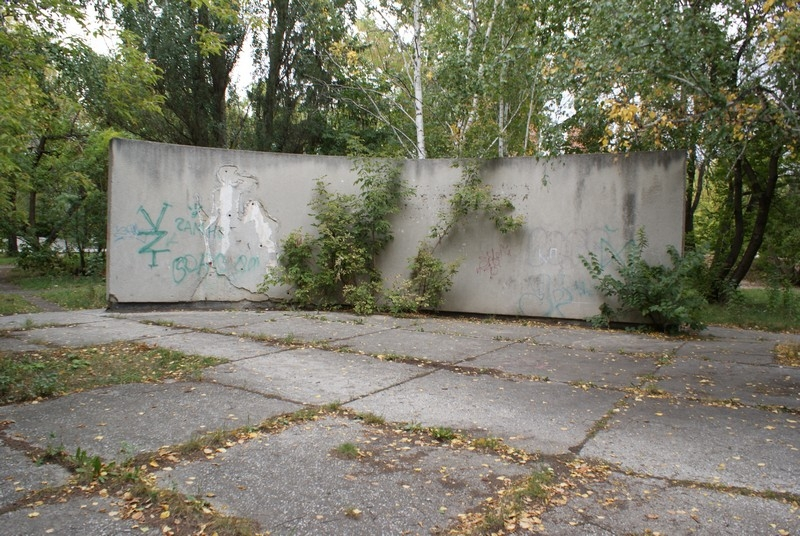
Мемориальный комплекс памяти павших в борьбе за власть Советов на братской могиле десяти курганских комиссаров. Были рельефные фигуры девушки с винтовкой в руках и тяжело раненного красноармейца и слова К. Ф. Рылеева: «Славна кончина за народ, певцы герою в воздаянье из века в век, из рода в род передадут его деянье». Фото 2012 года.

Александр Павлович Климов (1890, Соловьёво, Орловская губерния — 15 сентября 1918, Курган, Тобольская губерния) — советский государственный и партийный деятель. Председатель первого большевистского комитета Курганской партийной организации, член исполкома совдепа, военный комиссар Курганского Совета рабочих и солдатских депутатов (1917—1918).

## Биография
Александр Климов родился в 1890 году в селе Соловьёво Соловьёвской волости Елецкого уезда Орловской губернии, ныне село — административный центр Соловьёвского сельсовета Становлянского района Липецкой области.
В 12 лет остался без родителей, батрачил на кулаков.
В 1911 году был призван на военную службу. Начал её в Ельце, но как политически неблагонадёжный переведён в Туринск, а затем в 34-й Сибирский стрелковый запасной полк, расквартированный в городе Кургане.
Принимал активное участие в партийной работе, отстаивал точку зрения большевиков в борьбе с меньшевиками в Курганской группе Российской социал-демократической рабочей партии, выступал на митингах трудящихся.
18 (31) октября 1917 года в Кургане в доме, где снимал квартиру ссыльный большевик Иосиф Яковлевич Буждан на Дворянской улице (ныне улица Советская, 116) на подготовленном под руководством Игнатия Антоновича Ястржембского совещании создана партийная организация большевиков. Присутствовали 21 человек.  Председателем городского комитета был избран Климов, секретарём — Вера Буждан, членами — Пётр Яковлевич Гордиенко, Михаил Петрович Князев и М.В. Городецкий.
18 ноября (1 декабря)  1917 года был избран новый исполком Курганского Совета рабочих и солдатских депутатов, в котором преимущество получили большевики. Климов был избран членом Совета и назначен военным комиссаром Курганского Совета депутатов. Он принимал активное участие в разоружении Курганского гарнизона, в сборе контрибуции с местной буржуазии, в организации отрядов Красной гвардии. Красногвардейцы провели заготовку продовольствия для Петрограда и Москвы, куда отправили несколько эшелонов.
В ночь на 2 июня 1918 года произошло восстание Чехословацкого корпуса, начались бои и к утру 3 июня около 150 красных сдались, остальные бежали. Климов был арестован
Содержался в Курганской тюрьме (находилась в квадрате улиц между нынешними Красина — Максима Горького — Кирова — Советская).
После покушения в ночь на 15 сентября 1918 года на поручика Франтишека Грабчика, комендант города поручик Богуслав Губ распорядился немедленно расстрелять 10 большевистских главарей, среди которых был и Александр Климов. Расстрел комиссаров чехи рассматривали как акт устрашения для подпольщиков. Их провели по улицам вечернего города, и расстреляли за полотном железной дороги, в осиновом колке (ныне район улица Химмашевская — автомобильное кольцо улица Дзержинского — улица Бурова-Петрова). Трупы даже как следует не закрыли — была видна одежда. Но никто не имел права к ним подойти. Все казнённые были отпеты в Богородице-Рождественском соборе Кургана лишь 1 января 1919 года.
Похоронен вместе с остальными комиссарами в братской могиле на Александровской площади города Кургана Курганского уезда Тобольской губернии, ныне территория Александровской площади является частью Городского сад имени Александра Невского города Кургана Курганской области.

## Память
- 7 ноября 1921 года открыт обелиск памяти павших комиссаров в борьбе за власть Советов, сооружённый по проекту представленному 206-м полком.
- 15 августа 1969 года на месте действительного захоронения комиссаров по проекту скульптора С. А. Голощапова и архитектора Г. А. Захарова построен Мемориальный комплекс памяти павших в борьбе за власть Советов на братской могиле десяти курганских комиссаров.
- В августе 1959 года, к 40-летию освобождения Кургана от белогвардейцев, улица Береговая была переименована в улицу Климова[6].

## Расстреляны вместе с Александром Климовым
- Аргентовский, Лавр Васильевич (1892—1918) — комиссар горуездной милиции
- Грунт, Мартин Петрович (?—1918) — комиссар Курганской тюрьмы, член Курганского уездного революционного трибунала
- Губанов, Владимир Владимирович (?—1918) — комиссар труда, член совдепа, военный комиссар
- Зайцев, Евгений Леонтьевич (?—1918) — председатель Курганского совдепа
- Зырянов, Григорий Михайлович (?—1918) — член следственной комиссии Курганского уездного революционного трибунала
- Кучевасов, Филипп Иванович (?—1918) — председатель следственной комиссии Курганского уездного революционного трибунала
- Мартынюк, Александр Евстафьевич (?—1918) — секретарь Курганского уездного революционного трибунала
- Пуриц, Ян Янович (Иван Яковлевич) (?—1918) — первый редактор большевистской рабоче-крестьянской газеты «Известия Совета рабочих, солдатских и крестьянских депутатов» в городе Кургане
- Солодников, Сергей Александрович (?—1918) — секретарь Курганского совдепа